# Chromatomyia nervi
Chromatomyia nervi är en tvåvingeart som beskrevs av Erich Martin Hering 1956. Chromatomyia nervi ingår i släktet Chromatomyia och familjen minerarflugor.
Artens utbredningsområde är Tyskland. Inga underarter finns listade i Catalogue of Life.